# Décsy Gyula
Décsy Gyula (Negyed, 1925. március 19. - Bloomington, 2008. december 30.) nyelvész, egyetemi oktató.

## Élete
Az elemi iskolába Negyeden járt, majd 1943-ban az érsekújvári gimnáziumban érettségizett. Magyartanára Kálmán Béla nyelvész volt, míg a szlovák nyelvet Kovács Endre tanította, aki később történészként vált ismertté. Egyetemi tanulmányait 1943 őszén a pesti műegyetem gépészmérnöki szakán kezdte, majd néhány hónapig közgazdaságtant hallgatott, végül 1944 elejétől a Pázmány Péter Tudományegyetem magyar–történelem szakos hallgatója lett. 1946–1947-ben Pozsonyban tanult, majd Budapesten fejezte be az egyetemet, miután családját 1947-ben kitelepítették. 1948-ban a budapesti Tudományegyetemen bölcsészeti doktorátust szerzett. Az MTA Nyelvtudományi Intézetében kezdte tudományos pályáját. Előbb szláv nyelvekkel foglalkozott, de később a finnugor nyelvek kutatójaként vált ismertté.
Az 1956-os forradalom után Nyugatra menekült. Rövid ausztriai tartózkodás után Németországba ment. 1957–1959 között a göttingeni egyetem magyar lektora volt. 1959-től a finnugor nyelvészet magántanára a hamburgi egyetemen. 1965-től rendes tanára, 1969-ben a Finnugor Szeminárium igazgatója. 1977-től Bloomingtonban, az Indianai Egyetem ural-altáji tanulmányok tanszékének vezetője lett.
1958-től társszerkesztője, 1967-től szerkesztője a Németországban megjelenő Ural-Altaische Jahrbücher című évkönyvnek. Magyarul elsősorban az Új Látóhatárban és a Katolikus Szemlében publikált. Bloomingtonban már 1966-ban tundrai nyenyec chrestomathiát (idézetgyűjteményt) közölt. Később nyelvi rekonstrukcióval, illetve Európa nyelvi képével foglalkozott.

## Művei
- 1958/1966 Der Münchener Kódex I-II. Wiesbaden
- 1958 Die ungarischen Lehnwörter der bulgarischen Sprache. Wiesbaden
- 1965 Einführung in die finnisch-ugrische Sprachwissenschaft. Wiesbaden
- 1966 Yurak Chrestomathy, Developmental Work on Material in West Sibirian Language. Bloomington–The Hague
- 1973 Die linguistische Struktur Europas. Vergangenheit, Gegenwart, Zukunft. Wiesbaden
- 1977/1981 Sprachherkunftsforschung I-II. Berlin
- 1983 Global Linguistic Connection. Bloomington